# دوني أولسون
دوني أولسون هو شخصية أعمال وسياسي أمريكي، ولد في 18 يونيو 1953 في نوم في الولايات المتحدة. نشط حزبياً في الحزب الديمقراطي. وقد انتخب عضو مجلس شيوخ ألاسكا ‏.